# Сирийский образовательный телеканал
Сирийский образовательный телеканал (араб. القناة الفضائية التربوية السورية‎) -  государственный спутниковый телеканал Сирии, вещающий из Дамаска на арабском языке с 14 октября 2008 года.

## Программы
- Учим русский язык

## Спутниковая настройка
- Спутник BADR4: 12092 V — 27500 — 3/4
- Спутник Eutelsat 7 West A: 10922 V — 27500 — 3/4
- Спутник Arabsat-5A: 10858 V — 2960 — 3/4